# Бавер Лідія Миколаївна
Лі́дія Микола́ївна Ба́вер (нар. 31 грудня 1924, Онега) — українська художниця і скульпторка; членкиня Спілки радянських художників України з 1964 року.

## Біографія
Народилась 31 грудня 1924 в місті Онезі (нині Архангельська область, Росія). Брала участь у німецько-радянській війні. Нагороджена орденом Вітчизняної війни ІІ ступеня (6 квітня 1985).
В 1951 року закінчила Московський інститут декоративно-прикладного мистецтва, де навчалась у М. Ростовцева, М. Денисовського, В. Дерунова, А. Гончарова, О. Стемпковського.
Протягом 1951—1954 років працювала за спеціальністю в майстернях декоративного мистецтва Московського художнього фонду, художником у Грузинському павільйоні Виставки досягнень народного господарства.
Протягом 1956—1960 років працювала у Харківському товаристві художників; у 1960—1985 роках — у художньому фонді Харкова. У 1960-х роках однією з перших відродила у Харкові мистецтво вітражу.
Жила у Харкові в будинку на вулиці Танкопія, № 17, квартира 73, потім в будинку на вулиці Харківських Дивізій, № 10/1, квартира 22.

## Творчість
Працювала в галузі декоративного мистецтва (художня обробка скла, пластмаси) та скульптури. Серед робіт:
- вітраж «Україна золота» (1960);
- барельєф «Валентина Терешкова» (1976);

вази
- «Зима» (1959);
- «Озеречко» (1960);
- «Мороз» (1960);
- «Снігова» (1960);

скульптури
- «Піонерія у праці» (1956);
- «Подруги» (1963, гіпс тонований);
- «Студентка» (1964);
- «Світлана» (1980);
- Портрет заслуженого вчителя УРСР А. Дементьєвої (1986);

живопис
- серія «Північний край» (1968);
- «Кульбаба» (1980);
- «Осінній натюрморт» (1980);
- «Квітучі яблуні» (1982).

Брала участь в обласних та всеукраїнських виставках з 1960 року.
Роботи майстрині зберігаються у дитячому таборі «Артек», Харківському авіаційному інституті, у фондах Міністерства культури України.